# 한문철의 블랙박스 리뷰
《한문철의 블랙박스 리뷰》 (한블리)는 2022년 9월 22일부터 방송 중인 JTBC의 시사교양 프로그램이다.

## 기획의도
알면 살고, 모르면 죽는다! ‘대한민국 No.1 차통령’ 한문철 변호사가 블랙박스 속 숨겨진 정보를 파헤치는 엄지척 교통안전 프로젝트

## 방송 일정
| 방송 채널 | 방송 기간                          | 방송 시간                                | 비고 |
| --------- | ---------------------------------- | ---------------------------------------- | ---- |
| JTBC      | 2022년 9월 22일 ~ 2023년 10월 19일 | 매주 목요일 저녁 8시 50분 ~ 밤 10시 30분 |      |
| JTBC      | 2023년 10월 31일 ~ 2025년 7월 29일 | 매주 화요일 저녁 8시 50분 ~ 밤 10시 40분 |      |
| JTBC      | 2025년 8월 6일 ~ 현재              | 매주 수요일 저녁 8시 50분 ~ 밤 10시 40분 |      |

## 진행자

### 현재 진행자
| 진행자            | 방송 기간               | 회차        | 비고 |
| ----------------- | ----------------------- | ----------- | ---- |
| 한문철            | 2022년 9월 22일 ~ 현재  | 1회 ~ 현재  |      |
| 이수근            | 2022년 9월 22일 ~ 현재  | 1회 ~ 현재  |      |
| 규현 (슈퍼주니어) | 2022년 9월 22일 ~ 현재  | 1회 ~ 현재  |      |
| 한보름            | 2022년 9월 22일 ~ 현재  | 1회 ~ 현재  |      |
| 수빈 (우주소녀)   | 2022년 9월 22일 ~ 현재  | 1회 ~ 현재  |      |
| 박미선            | 2022년 12월 15일 ~ 현재 | 11회 ~ 현재 |      |
| 조나단 욤비       | 2023년 3월 23일 ~ 현재  | 23회 ~ 현재 |      |

### 이전 진행자
| 진행자            | 방송 기간                                       | 회차               | 비고 |
| ----------------- | ----------------------------------------------- | ------------------ | ---- |
| 기욤 패트리       | 2022년 9월 22일 ~ 2022년 12월 8일               | 1회 ~ 10회         |      |
| 기현 (몬스타엑스) | 2023년 4월 6일 ~ 2023년 8월 3일, 2025년 7월 1일 | 25회 ~ 42회, 132회 |      |

## 코너

### 현재 코너
- 씬과 함께

### 이전 코너
- 숏박스
- 블박의 전당 (1회 ~ 3회)

## 에피소드 목록

### 2022년
| 회차 | 방송일    | 회차정보                             | 주제 | 게스트            | 시청률 | 비고 |
| ---- | --------- | ------------------------------------ | --- | ----------------- | ------ | ---- |
| 1회  | 9월 22일  | 교통사고는 한문철에게~?              | 1. 무단횡단 2. 차선 침범 사고 3. 도로 위의 흉기 4. 분노 유발 5. 전동킥보드 6. 자해공갈 7. 취객 사고 8. 민식이법                                                          | 방청객            | 2.6%   |      |
| 2회  | 9월 29일  | 모두를 경악하게 만든 사고!           | 1. 보행 중 스마트폰 2. 상시 유턴구역 좌회전 3. 보복 운전 4. 훈훈한 영상 5. 자동차 vs 자전거 사고 6. 스마트 국민제보 7. 급발진 사고 8. 후진 중 사고                       | 방청객            | 2.3%   |      |
| 3회  | 10월 6일  | 누구나 발생할 수 있는 화재 사고🔥    | 1. 무단횡단 사고 2. 불바다가 된 도로 3. 위험한 만남 (딜레마존) 4. 갑톡튀 자전거 5. 비보호 좌회전 사고 6. 회전교차로 7. 야간사고 8. 도로 위에서 벌어진 긴급 상황          | 방청객            | 2.5%   |      |
| 4회  | 10월 13일 | 예측할 수 없는 황당 사고😱           | 1. 급제동 사고 2. 고삐 풀린 살수차 3. 갑툭튀 보행자 4. 급차선 변경 5. 민식이법 놀이 6. 블박 오디오는 알고 있다 7. 뺑소니 8. 위험에 빠진 할머니                           | 방청객            | 2.4%   |      |
| 5회  | 10월 20일 | 영화보다 더 영화 같은 빌런들🔥       | 1. 의료용 전동스쿠터 사고 2. 횡단보도 자전거 사고 3. 동물 사고 4. 비가 부른 참극 5. 다른 블랙박스 다른 진실 6. 한밤중의 시트콤 7. 고가 차량 배상 8. 칼치기가 부른 대참사 | 방청객            | 2.9%   |      |
| 6회  | 10월 27일 | 신호등 앞에서 일어나는 다양한 사고♨️ | 1. 졸음운전 2. 낙하물 사고 3. 바퀴 빠짐 사고 4. 신호 착각 급정지 5. 경운기 사고 6. 양측 동시 제보 7. 구급차 긴급 출동 8. 좌회전 사고                                     | 방청객            | 2.7%   |      |
| 7회  | 11월 10일 | 한블리의 단독 콘서트🎤               | 1. 고속도로 정차 사고 2. 도로 위의 강아지들 3. 아이들의 횡단 4. 단지 내 어린이 사고 5. 무단횡단 6. 억! 소리 나는 보험금                                                  | 방청객            | 2.4%   |      |
| 8회  | 11월 17일 | 도심 속 다양한 동물들🐶              | 1. 고속도로 정차 차량 2. 야생 동물 사고 3. 급차선 변경 사고 4. 얌체 운전 5. 노인을 위한 나라는 없다 6. 취객 사고                                                         | 방청객            | 3.4%   |      |
| 9회  | 12월 1일  | 이게 무슨 일이야♀️🤷‍♀️                 | 1. 철길 건널목 사고 2. 차와 자전거의 위험한 공존 3. 도로 위의 영웅들 4. 스트리트 파이터 5. 지뢰밭이 된 고속도로                                                          | 방청객            | 3.4%   |      |
| 10회 | 12월 8일  | 영영 못 잊을 기억                    | 1. 도로 위 거대 물체 2. 어린이 사고 3. 급발진 의심 사고 4. 같은 듯 다른 두 사고 5. 기상천외 도로 위의 주정차 6. 선을 넘는 사람들                                         | 방청객            | 3.5%   |      |
| 11회 | 12월 15일 | 한블리를 찾아온 뉴페이스!            | 1. 겨울철 도로 위의 암살자 2. 갓길 = god길? 3. 키가 커서 슬픈 트럭 4. 어린이는 죄가 없다 5. 고속도로 위기의 운전자                                                       | 형원 (몬스타엑스) | 3.7%   |      |
| 12회 | 12월 22일 | 음주 운전의 끔찍한 결말...           | 1. 연말 비상! 음주 운전 사고 2. 하라는 대로 했다가 3. 새 차 뽑고 생긴 일 4. 스트리트 파이터 5. 위아래 없는 만취 취객과 60대 택시기사                                     | 츄                | 3.7%   |      |

### 2023년
| 회차 | 방송일    | 회차정보                                            | 주제 | 게스트                               | 시청률  | 비고      |
| ---- | --------- | --------------------------------------------------- | --- | ------------------------------------ | ------- | --------- |
| 13회 | 1월 5일   | 한블리 겨울 특집 2탄❄️                              | 1. 피해자는 있지만 가해자는 없다? 2. 겨울 특집 눈길 사고 3. 벼랑 끝에 매달린 20대 여성 4. 내 차를 남에게 맡겼을 때 5. 보도를 덮친 자동차 | 조나단, 파트리샤                     | 3.4%    |           |
| 14회 | 1월 12일  | 갑자기 시작된 방귀 논쟁💨ㅋㅋ                       | 1. 방귀 차의 습격 2. 주차장 얌체족 3. 시시비비 몇 대 몇 4. 위험천만 대중교통 하차 5. 스치면 대형 사고, 덤프트럭 | 조나단, 파트리샤                     | 3.3%    |           |
| 15회 | 1월 19일  | 귀성길을 위협하는 명절 사고 집중 분석!!             | 1. 명절 특집 톨게이트 사고 2. 명절 특집 휴게실에서 생긴일 3. 또 다른 가족, 반려동물 4. 멈출 수 없다! 눈길 사고 5. 죽음의 질주, 급발진 의심 사고 | 아이키                               | 3.3%    | 설날 특집 |
| 16회 | 2월 2일   | 한블리가 눈물을 흘린 이유는..?                      | 1. 겨울철 조심! 눈길 사고 몇 대 몇 2. 도로 위의 터널, 블랙홀 3. 묻지마 차량 습격 4. 온기가 배달 왔습니다 5. 방심 금물, 후방 어린이 주의! 6. 피할 수 없는 뒤차의 돌진 | 아이키                               | 3.5%    |           |
| 17회 | 2월 9일   | 생명과 직결된 '돌발 사고' 집중 분석                 | 1. 금주의 판결 2. 주택가에서 생긴 일 3. 시시비비 몇 대 몇 4. 애매모호 어린이 보호 구역 5. 도로 위 추격전 6. 술 때문에... '위험한 취객' | 최예나                               | 3.4%    |           |
| 18회 | 2월 16일  | 예나🐤 단번에 에이스 등극?!                         | 1. 결과가 아리송해 2. 생명을 위협하는 컨테이너 3. 어둠 속 아찔한 추락 4. 스트리트 파이터 5. 음주 운전과 윤창호법 | 최예나                               | 3.4%    |           |
| 19회 | 2월 23일  | 한블리 사상 최악의 가해자 '마약 운전자'🤬           | 1. 돈을 부르는 사소한 출동 2. 운전 중, 눈앞이 깜깜 3. 달리는 시원폭탄! 음주 뺑소니 4. 비틀진 질주! 마약 운전 5. 위험한 후진 주차 | 츄                                   | 3.3%    |           |
| 20회 | 3월 2일   | ⚠︎학부모 필수 시청⚠︎ 개학맞이 '어린이 사고' 집중 분석 | 1. 대한민국은 주차 전쟁 중 2. 위험에 빠진 영웅들 3. 스트리트 파이터 4. 죽음의 질주! 내 집 앞 급발진 5. 위기의 등하굣길 | 더보이즈 (주학년, 영훈)              | 3.2%    |           |
| 21회 | 3월 9일   | 공포 영화보다 무서운😱 충격의 블랙박스 집중 리뷰!!  | 1. 단 한번의 실수! 잘못된 기어 2. 블박 포착! 세상에 이런 일이 3. 죽음의 무단 횡단 4. 스트리트 파이터 5. 대국민 분노! 의사 뺑소니 | 영훈 (더보이즈), 미연 ((여자)아이들) | 3.7%    |           |
| 22회 | 3월 16일  | 한 가정을 무너뜨린 충격적인 사건..!                 | 1. 자율 주행의 모든 것 2. 모르면 당한다! 자해 공갈 SHOW 3. 시시비비 몇 대 몇 4. 두 얼굴의 견인차 5. 니가 왜 거기서 나와 6. 도로를 떠나 건물로 돌진한 차 | 신동 (슈퍼주니어), 최유정            | 2.9%    |           |
| 23회 | 3월 23일  | 양심 팔아 돈 버는 '보험 사기'                       | 1. 피할 수 없다? 낙하물 사고! 2. 추적! 차량털이범 3. 집중분석, 위험천만 우회전 4. 도로 위 사기꾼 5. 대참사 유발, 화물차 사고 6. 한밤중 주택가 급발진 사고 | 황수경, 서이 (하이키)                | 3.6%    |           |
| 24회 | 3월 30일  | 던지고! 부수고! 한블리를 덮친 빌런들의 향연         | 1. 봄철 살인 안개 2. 참을 만큼 찾았어 3. 누가 더 죄인인가? 4. 도로 위 추적자? 5. 어둠 속의 차도 보행자 6. 택시 기사 수난 시대 | 황수경, 휘서 (하이키)                | 3.2%    |           |
| 25회 | 4월 6일   | 규현이 한참 오열한 이유는?!                         | 1. 위험천만! 봄철 자전거 사고 2. 12대 중과실, 보도 침범 사고 3. 예측 불가! 황당 돌발 사고 4. 선 넘는 긴급 차 5. 잡았다 놓쳤다! 견인 미숙 6. 졸피뎀과 대낮의 역주행 | 안유진 (IVE)                         | 3.4%    |           |
| 26회 | 4월 13일  | 잊을 수 없는 '그날'의 충격?!                        | 1. 방심하면 펑! 주유소 사고 2. 금주의 숏박스 3. 운전자 없는 차 '나홀로 질주' 4. 택시 기사 울리는 무임승차 5. 예측 불가 낭떠러지 추락 6. 스치면 치명타! 오토바이 사고 | 가을 (IVE)                           | 2.8%    |           |
| 27회 | 4월 20일  | 사계절 내내 목숨 걸고 낭만(?)을 찾는 사람들         | 1. 시골길의 평화를 앗아간 사고 2. 예측 불가! 도로 위 취침 3. 콩! 한 번에 부서지는 유리 인간 4. 더 이상 억울한 급발진은 그만 5. 죽음을 부르는 추월 6. 버스 전용 차로의 불청객 |                                      | 3.7%    |           |
| 28회 | 4월 27일  | 봄맞이 졸음운전 사고 총집합                         | 1. 범죄와의 전쟁 2. 대형 사고! 타이어 이탈 3. 주차비 그것이 문제로다! 4. 가도 될까? 수신호 오류 사고! 5. 누가 더 죄인인가? 6. 무한 질주! 킥보드 사고 7. 찰나의 비극! 전방주시태 |                                      | 3.6%    |           |
| 29회 | 5월 4일   | 아찔한 어린이 사고                                  | 어린이 교통사고 집중 분석 1. 위기의 아이들 2. 동심을 지켜라 3. 또 다른 가족, 반려견 4. 위험천만! 운전자 사각지대 5. 아찔한 빗길 운전 6. 어린이는 죄가 없다 |                                      | 3.6%    |           |
| 30회 | 5월 11일  | 끝나지 않는 음주 운전 사망 사고                     | 1. 봄철 급증! 로드킬 주의보 2. 살신성인 택시 기사 3. 제멋대로 <자동 긴급 제동 장치> 4. 차를 막어서는 도로 위 길.막.남(?) 5. 잘못 있을까? 없을까? 사고 유발'차' 6. <가정의 달 특집> 노인 안전사고 7. 분노 폭발! 음주운전 사망 사고                                                      |                                      | 3.2%    |           |
| 31회 | 5월 18일  | 억 소리 나는 고가 차량 사고들                       | 1. 대혼란! 우회전 일시정지 2. 한블리 캠페인 - 급발진 제로! 3. 분노의 주차장 4. '억 소리' 나는 고가 차량 5. 심야 역주행 습격 |                                      | 3.5%    |           |
| 32회 | 5월 25일  | 제주 드라이브를 망친 교통사고                       | 1. 도로 위 야생 조류의 습격 2. 위기의 시내버스 3. 차 vs 보행자, 최종 판결은? 4. 일촉즉발 차량 화재 사고 5. 여행길 주의! <제주도 사고> 6. 대형사고 유발! 차량 전복 사고 7. 한블리 캠패인 - 음주운전 제로!                                                                               |                                      | 3.466%  |           |
| 33회 | 6월 1일   | 또 다시 스쿨존에서 일어난 비극                      | 혼자 움직이는 차 1. 한블리 캠페인 - 급발진 제로 2. 누가 더 죄인인가? 3. 야밤의 음주추격전 4. 선을 넘는 녀석들 5. 한블리 캠페인 - 스쿨 존 사고 제로 |                                      | 3.362%  |           |
| 34회 | 6월 8일   | 경악스러운 차량 내 폭행💥                           | 1. 순식간에 털렸다 2. 분노의 질주! <과속 오토바이> 3. 초행길 주의! <천사대교 사고> 4. 골목길은 전쟁 중 5. 분노 폭발! 운전자 폭행 6. 故 조은결 군 사고 심층 취재 |                                      | 3.491%  |           |
| 35회 | 6월 15일  | 충격적인 무단횡단 사고                              | 1. 자전거 사고 집중 분석 2. 이상한 자전거 도로[33] 3. 도로 위 주토피아 4. 꼬리가 간 차 5. 누가 더 죄인인가 6. 한블리 캠페인 - 무단횡단 제로 7. 위험천만 상시 유턴 구역 |                                      | 3.22%   |           |
| 36회 | 6월 22일  | 도로 위 물보라를 일으킬 장마                        | 1. 도로 위 천사 & 악마 2. 차 vs 사람, 공포의 사각지대 3. 도로 위 지뢰! 맨홀 사고 4. 여름 장마철 특집, 빗길 사고 5. 의심 사례 급증! 전기차 급발진 6. 10대 여학생들을 덮친 하굣길 참사                                                                                                   |                                      | 3.029%  |           |
| 37회 | 6월 29일  | 충격적인 '지게차 역과 사고'                         | 1. 킥보드 무법지대 2. 반쪽자리 '역신호 교차로' 3. 내 차를 때린 쇠사슬 4. 의문의 돌진, 급발진 vs 운전미숙 5. 횡단보도 사고 캠페인 6. 남이 운전한 내 차 7. 다리를 앗아간 지게차 | 김소원                               | 3.211%  |           |
| 38회 | 7월 6일   | 대낮에 일어난 충격적인 사건                         | 1. 주행 중! 차 밖으로 나온 사람들 2. 사고 유발! 아리송한 신호체계 3. 도로 위, 우리 아이들이 위험하다 4. 택시 하차 중 사고! 누구 책임일까? 5. 대한민국은 주차 전쟁 중 6. [한블리 캠페인] 졸음운전 제로 7. 주차장 전직 보디빌더 폭행 사건의 전말                                         | 영훈 (더보이즈)                      | 3.214%  |           |
| 39회 | 7월 13일  | 휴가철 교통사고 집중분석                            | 1. 광란의 질주! 폭주족 2. 한블리 캠페인 - 급발진 차로 3. 여름 기획 - 휴가지에서 생긴 일 4. 예측 불가! 자연재해의 습격 5. 한블리 캠페인 - 상습 음주운전 제로 6. ※분노주의※ 무차별 폭행 사건                                                                                             |                                      | 3.027%  |           |
| 40회 | 7월 20일  | 블랙박스 납량특집👻                                 | 1. 한블리 캠페인 - 무단횡단 제로 2. 운전 난이도 上 부산의 알쏭달쏭 도로 3. 여름 특집! 오싹한 <심야블박회> 4. 위기의 아이들을 구하라 5. 방심하면 쾅! 교차로 사고 6. 세상에 이런일이! <황당 음주 사고> 7. 최악의 후유증이 생긴 20대 청춘                                                 |                                      | 3.412%  |           |
| 41회 | 7월 27일  | 장마철 빗길 사고 분석                               | 1. 장마철 빗길 사고 심층 분석 2. 일촉측발! 동시 차로 변경 3. 무단 칩입 고양이들 4. 24시간 잠들지 않는 눈 5. 공포의 기계식 주차장 6. 음주운전 제로 캠페인 | 권은비                               | 3.412%  |           |
| 42회 | 8월 3일   | 졸음운전 집중 분석                                  | 1. 한블리 캠페인 - 졸음운전 제로 2. 한밤중 마주친 아찔한 취객 3. 천'운'의 사람들?! 4. 알쏭달쏭 사고, 누가 죄인인가? 5. 여름철 폭우 주의! 위기의 침수차 6. 분노 유발! '화'를 참지 못한 사람들 7. 죽음의 질주, 급발진 의심 사고                                                          |                                      | 2.831%  |           |
| 43회 | 8월 10일  | 점점 글로벌해지는 한블리!                           | 1. 한블리 캠페인 - 졸음운전 제로 2. 한밤중 마주친 아찔한 취객 3. 천'운'의 사람들?! 4. 알쏭달쏭 사고, 누가 죄인인가? 5. 여름철 폭우 주의! 위기의 침수차 6. 분노 유발! '화'를 참지 못한 사람들 7. 죽음의 질주, 급발진 의심 사고                                                          | 디타 (시크릿넘버)                    | 3.49%   |           |
| 44회 | 8월 17일  | 블랙박스에 찍힌 '묻지 마 범죄'                      | 1. 차도에 뛰어든 사람들 2. 경악! 운전자 없는 차 3. 암흑 속 공포 '스텔스 사고' 4. 어쩌다 내가 뺑소니범?! 5. 걸어가다 쾅! 횡단보도 사고 6. 대한민국은 주차 전쟁 중 7. 위험천만! 정지'선'을 넘은 차들 8. 대한민국은 분노 공화국? 묻지 마 폭행                                             | 한준 (엔싸인)                        | 2.981%  |           |
| 45회 | 8월 24일  | 대한민국 주차 전쟁                                  | 1. 차도에 뛰어든 사람들 2. 경악! 운전자 없는 차 3. 암흑 속 공포 '스텔스 사고' 4. 어쩌다 내가 뺑소니범?! 5. 걸어가다 쾅! 횡단보도 사고 6. 대한민국은 주차 전쟁 중 7. 위험천만! 정지'선'을 넘은 차들 8. 대한민국은 분노 공화국? 묻지 마 폭행                                             | 해원 (엔믹스)                        | 2.981%  |           |
| 46회 | 8월 31일  | 용서받지 못할 빌런 모음                             | 1. 한블리 캠페인 - 급발진 제로 2. ※화재 경보※ 일촉즉발! 불난 차들 3. 위기의 버스! 넘어진 승객들 4. <도로 위 빌런들> 총집합 5. 내 아이의 위험한 등하굣길 6. 가정을 망가뜨리는 비극, 음주 운전의 최후                                                                                    | 허니제이                             | 2.981%% |           |
| 47회 | 9월 7일   | 도로 위 기상천외한 이것?!                           | 1. 예측 불가! 도로 위 불청객들 2. 위험천만 횡단보도 위 자전거 3. 긴급 단속! 불법 과적 차량 4. 역주행 오토바이와 좌회전 차량 5. 목숨이 걸린 차량 안내 6. 제어 불가, 제멋대로 차량 7. 음주운전 제로 캠페인                                                                               | 윤가이                               | 3.151%  |           |
| 48회 | 9월 14일  | 범죄 영화급 블랙박스들                              | 1. 예측 불가! 도로 위 불청객들 2. 위험천만 횡단보도 위 자전거 3. 긴급 단속! 불법 과적 차량 4. 역주행 오토바이와 좌회전 차량 5. 목숨이 걸린 차량 안내 6. 제어 불가, 제멋대로 차량 7. 음주운전 제로 캠페인                                                                               | 조유리                               | 3.151%  |           |
| 49회 | 9월 28일  | 한가위에도 역시 한블리                              | 1. 도로 위 악동들 2. 귀성길 졸음운전 주의! 3. 혼돈의 시골길 4. 주차장에서 생긴 일 5. 연휴 취객 주의보 6. 스텔스 사고 7. 도로 위 암행어사 | 이특 (슈퍼주니어), 정은지 (에이핑크) | 2.625%  |           |
| 50회 | 10월 5일  | 한블리 1주년 특집                                   | 1. 경적 주의 '빵' 때문에 생긴 일 2. 어린이 사고 주의 3. 스쿨존 얼마나 달라졌나? 4. 도로 위, 음주와의 전쟁 5. 경찰 공무집행 이상 '有'(?) 6. 죽음의 질주, 급발진 의심 사고 7. 강릉 도현이 사고 그 후                                                                                     |                                      | 2.73%   |           |
| 51회 | 10월 12일 | 가을철 라이딩 집중 분석                             | 1. 자전거 사고 집중 분석 2. 보이는 게 다가 아니다? 3. 무개념 흡연자들의 만행 4. 좀비보다 무서운 스몸비 5. 공포의 고속도로 과속 6. 만취 대소동! 의문의 취객들 | 허니제이                             | 2.475%  |           |
| 52회 | 10월 19일 | 기상천외한 빌런                                     | 1. 고속도로 위 시한폭탄? 타이어 펑크 2. 가을 자전거 주의! 한강 라이딩 사고 3. 벌거벗은 사람들 4. 후진이 문제? 누가 더 죄인인가 1. 후진 사고 후속 <트럭에 치인 여중생, 그 후> 5. ※부모님 시청 필수※ 위기의 어린이들 6. 충격! 운전자 없는 차 7. 도로 위 분.조.장                         | 허니제이                             | 2.932%  |           |
| 53회 | 10월 31일 | 더 강력해진 한블리                                  | 1. 막무가내 가로본능(?) 주행 2. 스치면 부서진다, 유리 인간(?) 3. 터널 안에서 생긴 일 4. 가슴 철렁 취객 사고 5. 도로 위의 사기꾼 6. 신호위반 편 | 오킹, 백호                           | 3.0%    |           |
| 54회 | 11월 7일  | 지저분한 블랙박스                                   | 1. 운전자 위기! 도로 위 긴급 상황 2. 무단횡단 제로 캠페인 3. 도로 위 '너는 펫' 4. 자전거 사고 '몇 대 몇' 5. 위기일발 역주행 사고 6. 블박 포착! 사랑과 전쟁(?) 7. 예비 살인마, 음주운전자!                                                                                              | 오킹, 나영 (라잇썸)                  | 3.1%    |           |
| 55회 | 11월 14일 | 제1회 '보험 사기' 연기 대상                         | 1. 겨울철 살인 안개 2. 무단 방치 NO! '공유 라이딩' 캠페인 3. ※충돌 주의※ 아찔한 교차로 사고 4. 황당 그 자체?! 배우 뺨치는 자해공갈 5. ※분노 주의!※ 택시 기사 폭행 사건 6. 2차 사고 위험! 도로 위 멈춰 선 차들                                                                          | 김규빈 (제로베이스원)                | 2.955%  |           |
| 56회 | 11월 28일 | '신개념' 주차 빌런                                  | 1. 졸음운전 제로 캠페인 2. 2차 vs 보행자! 횡단보도 사고 3. 기상천외! 운전자 바꿔치기 4. 대형사고 유발 <차로 변경 사고> 5. 소름 주의! 미스터리 블박차 6. 신개념 '주차 빌런' 7. 죽음의 질주 '급발진 의심 사고'                                                                           | 김태래 (제로베이스원)                | 2.874%  |           |
| 57회 | 12월 5일  | 설운도 가족도 경험한 '급발진 의심'                  | 1. 위험천만 겨울철 빗길 사고 2. 세상에 이런 횡단이?! 3. 방심 금물! 2차 사고의 위험성 4. 겨울철 불조심! 대형 화재 주의보 5. 시골길 주의 '경운기 사고' 6. 도로 위 무법자 '만취 취객' 7. 설운도 차량 급발진 의심 사고                                                                     | 효정 (오마이걸)                      | 2.7%    |           |
| 58회 | 12월 12일 | 한블리 월동준비                                     | 1. 블박포착! 수상한 사고현장 2. 위험천만! 자전거&킥보드 다인 탑승 3. 억! 소리 나는 고가 차량 사고 4. 검은 살인마,블랙아이스의 습격 5. 타이어 점검의 중요성 6. 공포의 '군용 차량' 7. 대형사고 주의! 주차장 인사 사고                                                                    | 서은광 (비투비)                      | 3.0%    |           |
| 59회 | 12월 19일 | 저주받은 내비                                       | 1. 월동 준비 필수! 아찔한 눈길 사고 2. 억장 와르르! 신차 사고 총집합 3. 내비게이션의 배신(?) 4. 불법 유턴, 몇 대 몇?! 5. 목숨을 건 광란의 질주 6. 끝까지 간다! 도로 위 추격전 | 장민호, 이승현                       | 3.2%    |           |
| 60회 | 12월 26일 | 연말맞이! 음주운전과의 전쟁 선포                    | 1. 사고 다발 구간! 공포의 진풀입로 2. 긴급 상황? 도로 위 의문의 길막! 3. NO 안심존, 아파트 단지의 어린이들 4. 위험천만 횡단보도 사고 총집합 5. 적반하장? '도로 위 빌런' 6. 연말 주의! 음주운전과의 전쟁 7. '스쿨존을 덮친 만취 차' 故 배승아 사건 후속 8. 굿바이 2023! <한블리>의 선물 | 장민호, 장예원                       | 2.9%    |           |

### 2024년
| 회차  | 방송일    | 회차정보                                                    | 주제 | 게스트                                           | 시청률 | 비고 |
| ----- | --------- | ----------------------------------------------------------- | --- | ------------------------------------------------ | ------ | ---- |
| 61회  | 1월 2일   | 새해부터 금쪽같은 운전자들💦                                | 1. 신년맞이 출근길의 악몽 2. 22 캠페인 - 2초의 여유! 3. 어딘가에 꽉 끼인 차들! 4. 가슴 철렁! 위기의 아이들 5. 신년맞이 음주운전과의 전쟁                                                                                           | 박명수                                           | 2.8%   |      |
| 62회  | 1월 9일   | 끝나지 않은 횡단보도 사고                                   | 1. 겨울철 흉기?! 고드름 사고 2. 목숨 위협! 도로 위 낙하물 사고 3. 위반 VS 위반! 누가 더 잘못일까? 4. 미스터리! 의문의 주행 차량 5. 주차장 천태만상 6. 기절초풍! 땅으로 추락한 차들 7. 속수무책 횡단보도 참변                       | 은찬 (템페스트), 화랑                            | 2.9%   |      |
| 63회  | 1월 16일  | 겨울철 미끄럼 사고 주의보                                   | 1. 기상천외 겨울철 사고 2. 도로 위 런닝맨?! 무법질주 무단횡단 3. 2024 버스 승객 안전 캠페인 4. 대한민국 스쿨 존은 지금... 5. 죽음의 질주, 급발진일까 아닐까? 6. 목숨 위협! 음주운전과의 전쟁                                       | 하이키 (리이나, 옐)                              | 2.5%   |      |
| 64회  | 1월 23일  | 세상에 안전한 일터는 없다.                                  | 1. <2024 한블리 캠페인> 커브길엔 감속! 2. 도로 위 동물농장 3. '전동 스쿠터' 무법지대 4. 방심은 금물? 업무 중 사고 5. 분노 유발! 택시에서 생긴 일 6. ※화재 경보※ 스스로 불난 차                                                     | 이은지                                           | 2.8%   |      |
| 65회  | 1월 30일  | 고속도로 한복판에서 대체 무슨 일이?!                        | 1. 신비한 블박 서프라이즈! 2. 한파주의! 목숨을 위협하는 얼음들! 3. 갈까? 말까? 혼돈의 딜레마 존 4. 안전과 직결! 날벼락 타이어 사고 5. 진짜 과실은 몇 대 몇?! 6. 묻지 마, 무차별 습격!                                              | 권혁수                                           | 2.3%   |      |
| 66회  | 2월 6일   | 명절맞이, 음주운전 단속 현장                                | 1. <설 연휴 특집> 망쳐버린 여행길 2. 블박 세계 일주! <글로벌 한블리> 3. 비보호 좌회전! 위대한 판결의 역사 4. 예측 불가! '벌컥' 개문 사고 5. 위기일발! 아이들의 아찔한 탑승 6. '설 특집' 음주운전과의 전쟁 선포!                    | 엄지윤                                           | 2.6%   |      |
| 67회  | 2월 13일  | 위험천만 도로 위 취객 사고                                  | 1. 통제 불가! 눈길 미끄럼 사고 2. 이러면 안되는데~ 회초리 타임 3. 사고 다발 구역? 위기의 교차로 4. 도로 위의 지뢰! 겨울철 '포트홀' 5. 방심 금물! 아찔한 2차 사고 6. 끝까지 지켜본다! <취객 편>                                     | 위너 (김진우, 이승훈)                            | 2.6%   |      |
| 68회  | 2월 20일  | 혈압 상승 고중량 중장비 사고                                | 1. 사람 잡는 겨울철 빙판길 사고 2. 아찔 그 자체! 무거운 차의 습격 3. 다가오는 봄철! 예측 불가 자전거 사고 4. 구급차와의 사고! 누구 잘못? 5. 버스 전용 차로에서 일어난 일 6. 내 차가 왜 이래? 골 때리는 차량들                      | 심으뜸, 한초임                                   | 2.5%   |      |
| 69회  | 2월 27일  | 분노 유발 주차장 빌런들!                                    | - 끝까지 방심 금물! 눈길 사고 - 환장의 현장(?) 대한민국 주차장 - 개정 후 1년, 우회전 완전정복! - 의문의 질주! 급발진 의심 사고 - 위험천만! 오토바이 사고 - 황색불 딜레마 존 사고                                                   | 카즈타 (엔싸인)                                  | 3.1%   |      |
| 70회  | 3월 5일   | 싱어게인 대신 사고 again?!                                  | 1. <2024 한블리 캠페인> - 22 캠페인 2. 위기일발! 기막힌 역주행 3. 블박 포착! 도로 위 황당 사고 4. 사고 유발! 황색불 고? 스톱? 5. 도심 속 공포! 묻지 마 폭행 6. 끊이지 않는 음주 운전과의 전쟁                                      | 홍이삭, 소수빈                                   | 3.3%   |      |
| 71회  | 3월 12일  | 청하X가비와 봄 사고 집중분석                                | 1. 도로 위, 이러지 마 제발! 2. 봄철 졸음운전 제로 캠페인 3. CCTV 포착! 수상한 범죄 현장 4. <블박공방> 입장 바꿔 생각을 해봐! 5. <개학 특집> 위기의 아이들 6. 분노 폭발! 스트리트 파이터                                            | 청하, 가비                                       | 2.7%   |      |
| 72회  | 3월 19일  | 영훈&큐의 한블리 센터 쟁탈전                                | 1. 한블리 캠페인 - 깜빡이 미리 ON! 2. 어떻게 하세요! 사고 후 대처법 3. 들어오지 마! 위험한 리턴 4. 누가 먼저? 회전교차로 사고 5. 12대 중과실! 기상천외 역주행 6. 도로 위 시시비비, 폭행 사건 사고                                  | 더보이즈 (영훈, 큐)                              | 3.2%   |      |
| 73회  | 4월 2일   | 크래비티 정모&민희와 함께하는 한블리!                       | 1. 고임목 필수! 경사로의 차들 2. 봄바람 휘날리면~ 꽃길 사고(?) 주의 3. 도로 위 아찔한 동물 농장(?) 4. 분노 주의! 남이 운전한 내 차 5. 뒷목 잡는(?) 주차장 해프닝 6. 의문의 차량 돌진                                               | CRAVITY (정모, 민희)                             | 2.8%   |      |
| 74회  | 4월 9일   | 지옥이 된 평화로운 도로                                     | 1. 내 차를 위협하는 기습 공격?! 2. 첨여한 사고언? 문철하자 몇 대 몇! 3. 급하다 급해! 견인차의 두 얼굴 4. 위기일발! 차도로 뛰어든 사람들 5. 안하무인! 도로 위 시비꾼들 6. 생명을 위협하는 낙하물 날벼락                             | 송민교, 안나경                                   | 2.7%   |      |
| 75회  | 4월 16일  | BAD한 도로 위                                               | 1. 위험! 횡단보도 보행자 사고 2. 경악! 갑자기 사라진 길 3. 주행 중! 하늘에서 물건이 떨어진다면? 4. 알쏭달쏭! 중앙선 침범 사고 5. 반드시 잡힌다! 도로 위 무법자 뺑소니 6. 분노 폭발! 시시비비 사건 7. 속수무책! 도로 위 누운 사람들 | 김남주(에이핑크)                                 | 2.8%   |      |
| 76회  | 4월 23일  | 두 아들의 아빠! 샘 해밍턴과 함께하는 교통안전               | 1. <한블리가 간다> 베트남 호찌민 2. 막무가내 오토바이 사건.사고 3. 어린이.청소년 무단횡단 제로 캠페인 4. 운전자 비상! 알쏭달쏭 노면표시 5. 신개념 '우회전 빌런들' 6. 대형사고 유발! 2차 사고의 무서움                              | 샘 해밍턴                                        | 2.8%   |      |
| 77회  | 4월 30일  | 운전할 땐 정신 차려! with 씨엔블루 이정신                   | 1. 사고 다발 구역? 교차로 오토바이 사고 2. 좁은 골목길에서 잘못된 만남 3. 예측 불가! 뒤에서 쾅, 이유는? 4. 뒷목 잡는 주정차 사건.사고 5. 경악! 위험천만 건물 돌진 6. 생명을 위협하는 고속도로 N차 사고                             | 이정신 (CNBLUE)                                  | 2.8%   |      |
| 78회  | 5월 14일  | 운전자를 무섭게 만든 사람들 with 정혁                       | 1. 위험! 전력 질주 무단횡단 2. 운전자 위협! 도로 위 함정 3. 봄철 비상! 자전거 사고 4. 도로 위 지뢰? 불법 주정차 5. 갈팡질팡! 아리송한 황색불 사고 6. 음주운전, 살인 운전                                                           | 정혁                                             | 2.7%   |      |
| 79회  | 5월 21일  | 창섭&신동을 화나게 한 칼치기                                | 1. 장마철 대비! 빗길 사고 2. 경악! 대낮의 무단횡단 3. 황당 그 자체! 주차장에서 생긴 일 4. 도로 위의 폭군, 치명적 칼치기 5. 긴급 출동! 구급차 사고 6. 강릉 급발진 의심 사고                                                         | 신동 (슈퍼주니어), 이창섭 (비투비)               | 2.5%   |      |
| 80회  | 5월 28일  | 유회승X이특도 눈을 의심한 '운전 중 스마트폰'                | 1. 춘곤증 주의! 위험천만 졸음운전 2. <가정의 달 특집> 위기일발 어린이 3. 대형사고 유발! 외길이 너무해 4. 도로 위에서 'NO 스마트폰' 캠페인 5. 술이 문제야! 음주 사고 총집합 6. 무차별 위협! 고통받는 오토바이 배달원                | 이특 (슈퍼주니어), 유회승 (엔플라잉)             | 2.4%   |      |
| 81회  | 6월 4일   | 황색불 판결에 대한 한블리의 의견은?                         | 1. 대형 사고의 주범! 원인은 음주?! 2. 치명적 부상! 야간 자전거 사고 3. 경악! 가로 본능(?) 차의 습격! 4. <집중 분석> 황색불의 딜레마 5. 목숨을 건 한밤의 무단횡단 6. <심층 취재> 함안 급발진 의심 사고                              | 현빈 (NOWADAYS)                                  | 2.4%   |      |
| 82회  | 6월 11일  | 메드블리 '분노의 도로'                                      | 1. 아찔한 택시 사건.사고 2. 황당 그 자체! 주차 중 생긴 일 3. 방심 금물! 개문 사고 4. 가슴 철렁! 대낮의 무단횡단자들 5. 복장 터지는 대리운전 이야기 6. 혼비백산! 멈추지 않는 차들 7. 분노 폭발! 도로 위 시시비비                    | 니콜 (카라)                                      | 2.4%   |      |
| 83회  | 6월 18일  | 위클리 '먼데이'X'지한'도 분노한 위험천만 사고               | 1. 장마철 대비 통제 불능, 빗길 위의 내 차?! 2. 위험천만! 어린이 운전자들 3. 블박 포착! 도로 위 주토피아(?) 4. 예측 불가! 사각지대 무단횡단 5. 지금은 분노 사회? 난폭한 운전자들 6. 목숨 위협! 야간 고속도로 2차 사고               | 위클리 (먼데이, 지한)                            | 2.4%   |      |
| 84회  | 6월 25일  | 분노를 유발하는 사고의 결과는?                              | 1. 찢어진 차량? 흉기의 습격 2. 위기일발! 오토바이 사건.사고 3. <장마철 특집> 물 폭탄 맞은 차들 4. 좁은 골목길 잘못된 만남(?) 5. <한블리 캠페인> 무단횡단 제로 6. 기상천외! 주차 중 날벼락                                          | 빽가 (코요태)                                    | 3.0%   |      |
| 85회  | 7월 2일   | 택시 안에서 무슨 일이?                                      | 1. 블박 포착! 주차장에서 이런 일이 2. 내 차를 위협? 주행 중 습격 3. 도로 위 지뢰, 방치 킥보드 4. 알쏭달쏭! 회전 교차로 5. 무단횡단 제로 캠페인 6. 분노 주의 택시 기사 수난 시대                                                    | 윤아 (ILLIT)                                     | 2.9%   |      |
| 86회  | 7월 9일   | 골프 필드가 되어버린 고속도로? (with. 우아 나나)            | 1. 외길 사고, 누가 먼저? 2. 운전자 비상! 차 VS 자전거 3. 한블리로 배우는 유턴의 모든 것 4. 사고 유발! 피하려다 생긴 사고 5. 한블리 캠페인 졸음운전 제로 6. 양날의 검, 주행 보조 기능 시스템 7. 길.막.사 (길을 막는 사람들)         | 나나 (woo!ah!)                                   | 2.9%   |      |
| 87회  | 7월 16일  | 여성 택시 기사에게 일어난 악몽 같은 일 (with. 엑신 아리아)  | 1. 혼비백산! 차량 습격 사건?! 2. 깜빡깜빡! 점멸등 사고 집중분석 3. 승객 안전 주의! 아찔한 버스들 4. 충돌 조심! 여름철 라이딩 5. 예측 불가! 어둠 속 사람들 6. 기사 수난 시대 - 취객 때문에 생긴 일                                  | 아리아 (X:IN)                                    | 3.2%   |      |
| 88회  | 7월 23일  | 역대급 규모의 고속도로 2차 사고 (with. 강지영)              | 1. 휴가철 특집 사고 다발 구역 2. 대형사고 유발! 위기의 전동 킥보드 3. 분쟁 유발! 신개념 빌런들 4. 한블리 대표 캠페인 무단횡단 제로 5. 끝까지 간다! 도로 위 추격전 6. 역대급 규모? 공포의 2차 사고                                  | 강지영                                           | 3.5%   |      |
| 89회  | 7월 30일  | 시청역 참사, 사고 당시의 이야기 (with. 하성운)              | 1. 운전자 비상! <차 VS 자전거 사고> 2. 내 앞을 가로막은 차들?! 3. 화제의 논쟁! 회전 교차로 통행법 4. 위기일발! 사람 살린 영웅들 5. 심층 분석 시청역 역주행 참사                                                                    | 하성운                                           | 3.4%   |      |
| 90회  | 8월 6일   | 여름맞이 납량특집 (with. 휘서)                              | 1. 여름철 태풍 주의! 빗길 사고 2. 경악! 대낮의 무단횡단 3. 신개념 보복 운전, 레이저 불빛 테러?! 4. 도로 위 잔혹사, 동물 사고 5. 혈압 주의! 분노 폭발 사건.사고 6. 목숨 위협! 눈앞을 가린 차들                                      | 휘서 (하이키)                                    | 3.3%   |      |
| 91회  | 8월 13일  | 19살 운전자를 사망케 한 음주 차량 (with. god 데니 안)       | 1. 생활 밀착! 아파트 단지 내 사고 2. 대형 사고 유발! 역주행 운전자들 3. 상상 불가! 내 차 앞의 불청객(?) 4. 억울함 가득, 도로 위 거짓말?! 5. ※학부모 필수 시청※ 어린이가 위험하다! 6. 음주 측정의 골든 타임?!                       | 데니안 (g.o.d)                                   | 2.9%   |      |
| 92회  | 8월 20일  | 흉기가 되어버린 우산 (with. 박하나)                         | 1. 내 차를 위협! 차 VS 자전거 사고 2. 유리 인간 주의보! 3. 차 VS 보행자 <무신호 횡단보도 편> 4. 차 VS 보행자 <무단횡단 편> 5. 예측 불가! 정차중 날벼락 6. 도로 위 재난! 신개념 우산 빌런의 습격                                    | 박하나                                           | 3.3%   |      |
| 93회  | 8월 27일  | 인천 전기차 화재 사고, 책임은 누가? (with. WOOAH 우연)      | 1. 블박 포착! 도로 위 이런 일이? 2. 방심 금물! 차 vs 자전거 3. 무단횡단 Zero 캠페인 4. 이건 선 넘었지(?) 기습적 차로 변경! 5. 분노 유발! 운전 중 시시비비 6. <심층 취재> 청라 지하 주차장 화재 현장                                | 우연 (woo!ah!)                                   | 2.8%   |      |
| 94회  | 9월 3일   | 통제 불능! 질주하는 자동차 (with. HYNN)                     | 1. 멈출까? 말까? 혼돈의 딜레마존 2. 부모 필수 시청! 골목길, 위기의 어린이! 3. 전동 킥보드 무법 지대 4. 대형 사고 부르는 불법 주정차 5. 끊임없는 의문의 주행 사고 6. 기상천외! 천태만상 운전자들                                    | HYNN                                             | 3.1%   |      |
| 95회  | 9월 10일  | 추석 연휴, 허망한 아버지의 죽음 (with. 빠니보틀)            | 1. 갑자기 와장창?! 날벼락 당한 차들 2. 일촉즉발 위기의 보행자들?! 3. <추석 연휴 대비> 고속도로 사고 Zero! 4. <추석 연휴 대비> 시골길 사고 Zero! 5. <추석 연휴 대비> 주차장 사고.분쟁 Zero! 6. 상상 초월! 대리운전 중 생긴 비극     | 빠니보틀                                         | 3.0%   |      |
| 96회  | 9월 24일  | 고속도로에서 생긴 일 (with 김종민)                          | 1. 깜빡 주의! 기어 조작 실수 2. 운전자 현혹 '페인트 모션' 3. 조금 먼저 가려다... 선 넘은 추월 4. 알쏭달쏭 수신호 오류 5. 운전자 위협! 두 바퀴의 습격 6. 분노 유발! 끼어들기 시시비비                                               | 김종민 (코요태)                                  | 3.6%   |      |
| 97회  | 10월 1일  | 공포의 싱크홀 (with 모모랜드 주이)                          | 1. 위험천만! '열린 문' 2. 운전자 위협하는 동물의 역습 3. 고의 사고? 그것이 알고 싶다 4. <한블리 캠페인> 대중교통 사고 제로 5. 분쟁의 시작? 선을 넘은 차량들 6. 땅이 사라진다? 싱크홀의 공포                                        | 주이                                             | 3.1%   |      |
| 98회  | 10월 8일  | 충격적인 음주운전 사고 (with 박선영)                        | 1. 알쏭달쏭 비보호 좌회전 사고 2. 무단횡단 제로 캠페인 3. 황당! 주차장 에피소드 4. 속수무책! 균형을 잃은 두 바퀴? 5. 반전에 반전! 차량 돌진의 이유?! 6. 천태만상! 음주 운전자들                                                    | 박선영                                           | 3.3%   |      |
| 99회  | 10월 15일 | 역대급 빌런 등장 (with 박우진)                              | 1. 아슬아슬! 도로 위 깻잎 논쟁 2. 블박 포착! 세상에 이런 일이?! 3. 위기일발! 의문의 주행 S.O.S 4. 스치면 와장창?! 유리 인간들 5. 도로 위의 유령(?) 6. 날벼락 그 자체! 역주행 사고                                                  | 박우진 (AB6IX)                                   | 3.0%   |      |
| 100회 | 10월 22일 | 일가족을 덮친 음주 역주행 (with 어벤져스)                   | 1. 대표 캠페인 무단횡단 Zero! 2. 혼돈의 대한민국 주차장 3. 위기일발! 차 VS 오토바이 4. 필수 시청! 위기의 어린이들 5. 제발 그만! 죽음의 음주운전                                                                                    | 빽가 (코요태), 송해나, 정혁, 영훈, 큐 (더보이즈) | 2.6%   |      |
| 101회 | 10월 29일 | 사람을 역과한 승합차 (with 비비지)                          | 1. 한순간에 쾅! 졸음운전 사고 2. 일부러 쿵~ 소름 돋는 거짓말? 3. 깜빡 주의! 정차 시 시동 OFF 4. 사고 발생 1위! 차로 변경 사고 5. 인사불성(?) 진상 취객들 6. 일촉즉발, 위기의 보행자                                                | 빽가 (코요태), 송해나, 정혁, 신비, 엄지 (VIVIZ)  | 3.4%   |      |
| 102회 | 11월 5일  | 적재불량 특집 (with. 적재)                                  | 1. 확보 필수! 안전거리의 중요성 2. 뒷목 잡는(?) 주차장 해프닝 3. 운전자 혼란 가중 딜레마에 빠진 '딜레마 존' 4. 도로 위 흉기! 적재 불량 차들 5. 미스터리?! 의문의 돌진                                                              | 적재                                             | 3.0%   |      |
| 103회 | 11월 12일 | 법규 준수 (with. 한해)                                      | 1. 경악! 기상천외 낙하물 2. <한블리 캠페인> 과속 운전 제로 3. 블박 포착! '세상에 이런 일이' 4. 아찔한 차로 침범! 선 넘은 차들 5. 도로 위 무법자! 인사불성 취객 6. 분노 폭발! 폭행 사건                                             | 한해                                             | 3.2%   |      |
| 104회 | 11월 19일 | 불타오르는 차량🔥 (with. 가람)                              | 1. 늦가을 빗길 사건•사고 2. 블박 포착! 세상에 이런 일이 3. 대형 부상! 무법 킥보드 사고 4. 믿는 대리운전에 발등 찍힌다?! 5. <한블리 캠페인> 무단횡단 Zero! 6. 불조심의 달! 차량 화재 사고                                           | 가람 (어센트)                                    | 2.7%   |      |
| 105회 | 11월 26일 | 어이없는 블랙박스 총집합 (with. 문별)                       | 1. 딜레마존! 신호 위반일까?! 2. 사고 나면 속수무책! 픽시 자전거 3. 상상 불가! 내 차를 덮친 OOO?! 4. 사고 다발 구역, 교차로 사고 5. 분노 MAX! 무법 지대가 된 도로 6. 학부모 필수 시청 위기의 어린이                                 | 문별 (마마무)                                    | 2.7%   |      |
| 106회 | 12월 3일  | 역대급 블랙박스💥 (with. 김승수&허영지)                     | 1. 겨울 대비 눈 오는 날 생긴 일 2. <한블리 캠페인> 무단횡단 Zero! 3. 사고 유발! 무리한 끼어들기 4. 배보다 배꼽?! 작은 사고에 와장창! 5. 났다 하면 대형사고! <차 VS 오토바이> 6. 분노 폭발! 스트리트 파이터                         | 김승수, 허영지 (카라)                            | 3.4%   |      |
| 107회 | 12월 10일 | 차 안에 사람이...? (with. 정성호&윤가이)                    | 1. 공포! 목숨을 위협하는 역주행 2. 골목길, 잘못된 만남(?) 3. 도로 위 시한폭탄! 낙하물 사고 4. 났다 하면 대형 사고! 야간 사고 5. 뒷목 잡는 주차장 해프닝 6. 사고 다발! 어린이 보호구역                                              | 정성호, 윤가이                                   | 3.1%   |      |
| 108회 | 12월 17일 | 소중한 막내딸을 잃게 된 아버지의 사연 (with. 장예은)        | 1. 충격! 세상에 이런 사고가? 2. 겨울 특집 속수무책 눈길 사고 3. 겨울 특집 졸음운전 주의보 4. 사고 유발! 문제적 도로 5. 안전벨트 캠페인 6. 위험천만! 위기의 보행자들                                                                | 장예은                                           | 2.6%   |      |
| 109회 | 12월 24일 | 시내버스에서 흡연, 폭행 그리고...?! (with. 트리플에스 유연) | 1. 무법 질주! 아찔한 역주행 2. 일단 튀어! 도망자들 3. 대형 사고 유발의 주범! 4. 위험천만! 의문의 고속 주행 5. 대표 캠페인 '무단횡단 제로' 6. 연말연시 비상 술이 문제야                                                             | 김유연 (트리플S)                                 | 2.6%   |      |

### 2025년
| 회차  | 방송일   | 회차정보                                                          | 주제 | 게스트                                     | 시청률 | 비고 |
| ----- | -------- | ----------------------------------------------------------------- | --- | ------------------------------------------ | ------ | ---- |
| 110회 | 1월 7일  | 취객의 무차별 폭행?! (with. 김광규)                               | 1. 새해엔 그만! 음주운전 제로 2. 차도를 달린다! 동물들의 습격 3. 비도로 노외지 사고! 전격 분석 4. 생활 밀착! 주정차 사건•사고 5. 내 차를 위협! 선을 넘은 것들 6. 황당X분노 택시 수난 시대                                                          | 김광규                                     | 2.4%   |      |
| 111회 | 1월 14일 | 도로를 습격한 '로봇' (with. 폴킴)                                 | 1. 블박 포착! 세상에 이런 일이?! 2. 무단횡단 Zero 캠페인 3. 겨울 특집 눈 오는 날 생긴 일 4. 햇빛 때문?! 시야 방해 사고 5. 작은 사고가 불러온 대재앙?! 6. 위험천만! 승하차 사고                                                                     | 폴 킴                                      | 2.3%   |      |
| 112회 | 1월 21일 | 순식간에 날아간 오토바이 운전자 (with. 츠키&박선영)               | 1. 예측 불가! 피할 수 없는 사고 2. 방심 금물! 겨울철 교통사고 3. 알쏭달쏭! 뺑소니일까? 아닐까? 4. 블박 포착! 세상에 이런 사고가?! 5. 목숨 위협! 공포의 스텔스 6. 황당 시비! 주차장 해프닝                                                          | 박선영, 츠키 (빌리)                        | 2.5%   |      |
| 113회 | 1월 28일 | 설 연휴에도 한블리와 교통 안전! (with. 신지&박선영)               | 1. 설 특집 사고 다발 구역 분기점 2. 설 특집 위험천만 고속도로 3. 운전 중 날벼락, 낙하물의 습격?! 4. 눈치싸움! 양보 없는 도로 5. 과음 주의! 술이 문제야 6. 2025 무단횡단 Zero 캠페인                                                                | 박선영, 신지 (코요태)                      | 2.3%   |      |
| 114회 | 2월 4일  | 행인을 덮친 적반하장 운전자 (with. 엠마&송해나)                   | 1. 블박 포착! 황당 에피소드 모음 2. 방심 금물! 끝나지 않은 눈길 사고 3. 도로 위 배드빌런 취객 4. 사고 직전! 운명을 가르는 결정적 순간 5. 2025 캠페인 졸음운전 제로 6. 심층취재 목동 깨비시장 돌진 사고                                             | 엠마 (BADVILLAIN), 송해나                  | 2.7%   |      |
| 115회 | 2월 11일 | 어린이 필수 시청! 교통 안전 교육 (with. 아이브 레이&박선영)       | 1. 스마트폰 때문에?! 도로 위 스몸비 2. 방심 금물! 블랙아이스의 습격 3. 블박 포착! 수상한 사람들 4. 한블리 캠페인 전 좌석 안전벨트! 5. 돌발 등장! 어린이 안전사고 6. 갑자기 뒤로?! 기막힌 후진 사고                                                 | 박선영, 레이 (IVE)                         | 2.2%   |      |
| 116회 | 2월 18일 | 차에서 내린 뺑소니 운전자의 정체!? (with. 온앤오프 와이엇&박선영) | 1. 경악?! 주유 중 습격 사건 2. 우회전 주의! 갓길 사고 '몇 대 몇' 3. 예측 불가! 기막힌 타이밍 4. 2025 한블리 캠페인 무단횡단 제로 5. 위험한 덫?! 함정에 빠진 차 6. 뻔뻔 그 자체! 음주운전 빌런들                                                    | 박선영,와이엇 (온앤오프)                   | 2.6%   |      |
| 117회 | 2월 25일 | 횡단보도 위 행인을 덮친 차량... (with. 브브걸 민영&김승수)        | 1. 22 캠페인 2초의 여유! 2등 출발! 2. 대형사고 유발 역주행 집중 분석 3. 황당! 주정차 중 날벼락 4. 분노 폭발! 스트리트 파이터 5. 12대 중과실 신호 위반                                                                                              | 김승수,민영 (브브걸)                       | 2.6%   |      |
| 118회 | 3월 4일  | 한밤중 벌어진 레이싱!? (with. 예원&범진)                          | 1. 개학 특집 부모님 주목! 어린이 사고 2. 심장이 쿵! 블박 동물농장 3. 분노 주의! 도로 위 싸움꾼들 4. 한블리 캠페인 음주 무단횡단 제로 5. 대형 사고 유발! 과속 운전 6. 운전자 습격! 고속도로 사고                                                    | 범진, 김예원                               | 2.5%   |      |
| 119회 | 3월 11일 | '신호등' 앞 찰나의 순간이 가른 운명!(with. 이무진&심으뜸)         | 1. 찰나의 순간! 교차로 사고 2. 갈까? 말까? 혼돈에 빠진 차 3. 도로 위, 보이지 않는 칼날?! 4. 골목길, 잘못된 만남(?) 5. 레전드 경신! 주차장 에피소드 6. 점검 필수! 아찔한 타이어                                                                     | 이무진, 심으뜸                             | 2.4%   |      |
| 120회 | 3월 18일 | 막장으로 치닫는 몸싸움, 결과는? (with. 더보이즈 영훈&상연)        | 1. 봄철 주의 무법 자전거의 습격 2. 누가 먼저? 차로 변경 집중분석 3. 사고 다발! 우회전의 모든 것 4. 뒤로 달리는 차? 기막힌 후진 5. 분노 공화국? 끊이지 않는 시시비비 6. 공포 그자체! 어둠 속 사람들                                                 | 영훈, 상연 (더 보이즈)                     | 2.4%   |      |
| 121회 | 4월 1일  | 심상치 않은 그들 (with. 가온&오드&예원)                           | 1. 꼼짝 마! 도로 위 도망자들 2. 아연실색! 주차 중 차량 어택 3. 도로 위 수상한 사람들 4. 돌아버리는(?) 유턴 사고 5. 블박 포착! 세상에 이런 사고가? 6. 끊임없는 의문의 돌진                                                                          | 김예원, 가온, 오드 (엑스디너리 히어로즈)   | 3.2%   |      |
| 122회 | 4월 8일  | 날아다니는 어린이들(!) (with. 산들&나비)                          | 1. 가슴 철렁! 어린이 사고 2. 봄철 졸음운전 Zero 캠페인 3. 이게 무슨 일이야! 주차장 해프닝 4. 심장 철렁 역주행 사고 5. 혈압 주의! 도로 위 시시비비                                                                                                  | 나비, 산들 (B1A4) , 김예원                 | 1.9%   |      |
| 123회 | 4월 15일 | 유지해 유지해 안전거리! (with. 한해)                              | 1. 비보호좌회전! 몇 대 몇? 2. 콩! 한 번에 와장창?! 유리 인간들 3. 뚜껑 열리는 오픈카(?) 사건•사고 4. 안전거리 필수! 공포의 고속도로 5. 마른하늘에 날벼락! 돌진사고                                                                                 | 한해, 김예원                               | 2.3%   |      |
| 124회 | 4월 22일 | 도로 위에서 긴급 상황?!🧻 (with. 장여준)                          | 1. 12대 중과실 중침일까 아닐까? 2. 식은땀 주의! 운전 중 긴급 상황 3. 수상한 오토바이의 습격 4. 상상 초월! 주차장 에피소드 5. 위험천만! 공포의 역과 6. 현장 포착! 시시비비 사건•사고                                                                | 김예원, 장여준 (클로즈 유어 아이즈)        | 2.4%   |      |
| 125회 | 4월 29일 | 산불 생존자의 이야기 (with. 권율)                                 | 1. 일상다반사! 차로 변경 시비 2. 아슬아슬! 적재불량차들의 습격 3. 기상천외 차도 위 사람들 4. 복수혈전? 분노의 도로 5. 봄철의 악몽, 산불 지옥 6. 무작정 달린다! 공포의 돌진                                                                         | 김예원, 권율                               | 2.1%   |      |
| 126회 | 5월 6일  | 어린이날 특집 (with.황가람)                                       | 1. 반딧불도 없다! 스텔스의 위협 2. '가정의 달' 특집! 어린이 교통안전 3. 운전자 위협! 역대급 시시비비 4. 좌회전 사고, 몇 대 몇? 5. 기절초풍! 택시에서 생긴 일                                                                                       | 김예원, 황가람                             | 2.1%   |      |
| 127회 | 5월 13일 | 상상한 초월한 취객들 (with.시우민)                                | 1. 설레는 나들이길! 교통사고 주의보 2. 상상불가! 최악의 취객 사고 3. 완벽정리! 무신호 교차로 몇대몇? 4. 우당탕탕! 좌회전 중에 생긴일 5. 무개념?!도로 위 사고 유발자 6. 경악?! 굴다리 사고 미스터리                                                 | 김예원, 시우민 (엑소)                      | 2.2%   |      |
| 128회 | 5월 20일 | 가해자가 없는 사고의 진실 (with. 소유)                            | 1. 돌발 상황! 대낮의 황당 습격?! 2. 선 넘은 과실? 공포의 사각지대 3. 운전 필수 상식! 도로 위 우선순위 4. 대형 부상? 위기의 보행자! 5. 아연실색! 혼란의 택시 사건•사고 6. 어둠 속 공포! 스텔스 집중 분석                                            | 김예원, 소유                               | 2.3%   |      |
| 129회 | 6월 10일 | 역대급 취객 빌런의 등장💥 (with. 슈화)                            | 1. 한블리 캠폐인 유지해! 안전거리! 2. 충격과 공포! 나홀로 세차장 습격사건 3. 기절초풍! 낙하물 날벼락 4. 사고 다발 구역? 위기의 교차로 5. 상상 초월! 입•출차 중 생긴 일 6. 여름철 급증! 차 VS 자전거 사고 7. 술이 문제야(?) 위험천만 빌런           | 김예원, 슈화 (아이들)                      | 1.6%   |      |
| 130회 | 6월 17일 | 도로 위 아마겟돈 (with. 교통 천재 딘딘)                           | 1. 예측 불가! 철제 구조물의 습격 2. 분쟁 1위! 차로 변경, 몇 대 몇?! 3. 일촉즉발! 위기의 강아지들 4. 누구 책임? 뜻밖의 문짝 공격(?) 5. 억울 주의! 주정차 중 날벼락 6. 무단횡단 Zero 캠페인                                                          | 김예원, 딘딘                               | %      |      |
| 131회 | 6월 24일 | 멈추지 않는 직진 본능💢 (With. 허성태)                            | 1. 반성타임?! 전방 주시의 중요성 2. 상상 초월! 도로 위 황당 해프닝 3. 혼돈의 교차로! 몇 대 몇?! 4. 목숨을 건 도박! 무단횡단 사고 5. 영화보다 스펙터클! 택시 절도 사건 6. 캄캄한 밤의 습격! 야간 사고                                               | 김예원, 허성태                             | %      |      |
| 132회 | 7월 1일  | 군필돌로 돌아온 기현🎉 (with. 기현)                               | 1. 기상천외! 주차장 사건•사고 2. 기상천외! 역대급 주차 빌런들 3. 우왕좌왕 운전 주의! 좌회전 편 4. 우왕좌왕 운전 주의! 우회전 편 5. 음주운전 Zero 캠페인 6. 택시 기사를 덮친 중앙분리대 참사                                                        | 김예원, 기현 (몬스타엑스)                  | %      |      |
| 133회 | 7월 8일  | 의문의 돌진💥(whth.박지원)                                        | 1. 기절초풍! 역주행의 습격 2. 여름방학 특집 거리 위 악동들 3. 무법 배달차! 누가 더 잘못? 4. 사고율 급증! 운전자vs보행자 5. 사고유발 후 도망? 뺑소니 OX 6. 배달기사 덮친 만취 뺑소니범                                                              | 김예원, 박지원 (프로미스 나인)             | %      |      |
| 134회 | 7월 15일 | 도로 위 황당 사고 (with 형준)                                     | 1. 혈압 주의! 세상에 이런 사고가? 2. 멈춰! 거친 운전의 위협 3. 공포 그 자체! 대형차의 습격 4. 가해자, 피해자는 누구? 딜레마 존! 5. 시청 필수 위기의 횡단보도                                                                                       | 김예원, 형준 (CRAVITY)                     | %      |      |
| 135회 | 7월 22일 | 번호판 없는 차량? (with 강승윤)                                   | 1. 사고 다발! 혼돈의 교차로 2. 교통 씬 심층 분석! '씬과 함께' 3. 레전드 Of 레전드! 역대급 유리 인간?! 4. 사고 후 줄행랑? 뺑소니일까 아닐까? 5. 휴가철 비상! 의문의 절도 사건 6. 찰나의 순간 쾅?! 치명적인 2차 사고                                 | 김예원, 강승윤 (위너)                      | %      |      |
| 136회 | 7월 29일 | 도로를 위협하는 운전자들 (with 윤산하)                            | 1. 블박 포착 한여름 황당 실화?! 2. 스피드 주의! 과속 시시비비 3. 빙글빙글! 혼돈의 회전교차로 4. 운전 할땐? 전방주시 캠페인 5. 어이 상실! 의문의 주차장 빌런 6. 위험천만 보행 잔혹사(?)                                                             | 김예원, 윤산하 (아스트로)                  | %      |      |
| 137회 | 8월 6일  | 어린이 보호구역에서?! (with. 이미주&데니안)                       | 1. 텅장(?)주의! 억 소리 나는 슈퍼카 2. 한블리 레슨 여행철 아찔한 좁은 길 3. 교통 씬리뷰! 씬과 함께 4. 한블리 캠페인 킥보드 사고 제로 5. 황당 포착! 세상에 이런 사고가?! 6. 빨리 가려다 그만.. 추월 사고 몇 대 몇 7. 안전지대는 없다? 위기의 아이들 | 김예원, 데니안 (지오디), 이미주 (러블리즈) | %      |      |
| 138회 | 8월 13일 | 건물로 돌진한 의문의 차량?! (with. 코요태)                        | 1. 음주운전 zero 캠페인 2. 위험한 반대! 역주행 사고 3. 블박 포착! 세상에 이런 동물이?! 4. 여름철 불청객! 무법 자전거 5. 예측 불가! 차로 변경 때문에?! 6. 멈출 수 없다?! 의문의 돌진 7. 신호위반 지옥?! 개선 방법은?                                | 김예원, 코요태                             | %      |      |
| 139회 | 8월 20일 | '괴물 폭우'로 차 위에 고립된 모녀?! (with. 문샤넬)                | 1. 대형사고 유발! 무리한 차로 변경 2. 전국 강타! 200년 만의 괴물 폭우 3. 한블리 캠페인 무단횡단 제로! 4. 5대 반칙 운전! 1탄 '새치기 유턴' 심화편 5. 순식간에 쾅! 오싹한 과속 6. 목숨 위협! 버스 승객 안전사고                                      | 김예원, 문샤넬 (피프티 피프티)             | %      |      |
| 140회 | 8월 27일 | (with. 이준)                                                      | | 김예원, 이준                               | %      |      |

## 수상 내역
- 2023 브랜드 고객충성도 대상, 시사교양 프로그램 부문 수상

## 같이 보기
- 맨 인 블랙박스 (SBS TV)

## 결방 및 편성 변경 안내
2022년
- 11월 3일 : 이태원 참사 여파로 인한 결방.
- 11월 24일 : 2022년 카타르 월드컵 H조  대한민국 vs  우루과이 전 하이라이트 편성 관계로 결방.
- 12월 29일 : <사랑의 이해> 3회 재방송 편성 관계로 결방.

2023년
- 1월 26일 : 글로벌 르포 <세 개의 전쟁> 편성 관계로 결방.
- 9월 21일 : 2022 항저우 아시안 게임  대한민국 vs  태국 축구예선 중계방송 관계로 결방.
- 11월 21일 : 연말-겨울맞이 <베스트박스> 스페셜 편성 관계로 결방.

2024년
- 3월 26일 : 하이라이트 방송으로 인한 결방
- 5월 7일 : <제60회 백상예술대상> 편성 관계로 결방.
- 9월 17일 : 추석 특선 영화 타겟 편성 관계로 결방.
- 10월 15일 : 기존 방송시간보다 1시간 늦은 밤 9:50분에 방송된다.
- 12월 31일 : 제주항공 2216편 활주로 이탈로 인한 국가애도기간으로 결방. 옥씨부인전 재방송 편성.

2025년
- 3월 25일 : 재방송 편성으로 인한 결방
- 5월 27일 : 제21대 대통령 선거 후보자토론회 편성으로 인한 결방
- 6월 3일 : 제21대 대통령선거 개표방송 편성으로 인한 결방
- 6월 10일: 2026년 FIFA 월드컵 아시아 3차 예선  대한민국 vs  쿠웨이트 경기로 밤 10시에 방송

## 특이 사항
- 본 프로그램은 한문철 변호사의 약 6천여 건에 달하는 소송 경험을 바탕으로 한 개인적 견해를 담고 있으며, 실제 법원의 판결과는 차이가 있을 수 있다.[28]
- 본 프로그램에서 다루는 영상은 한문철 변호사가 운영하는 유튜브 채널 한문철TV에서 이미 다루어진 바 있는 내용을 기반으로 한다.
- 본 프로그램은 교통 분야에 관한 실용적이고 전문적인 지식을 제공함으로써 시청자의 이해를 도우며, 안전한 교통 문화의 정착을 목적으로 한다.
- 블랙박스 영상 속 차량 운전자가 모욕적이거나 욕설에 해당하는 발언을 하는 경우, 해당 음성은 부저음으로 대체된다.
- 블랙박스 영상에서 운전자의 얼굴이 모자이크 처리된 경우에 한하여 해당 영상이 외부에 공개된다.
- 제10회까지는 일반인 방청객을 초청하였으나, 제11회부터는 일반인 방청객의 초청을 중단하고 연예인 게스트를 초청하고 있다.